# Under the Graveyard
«Under the Graveyard» — песня британского хеви-метал-музыканта Оззи Осборна. Написанная в соавторстве с Эндрю Уоттом, им же спродюсированная и выпущенная 8 ноября 2019 года, она стала первым синглом певца за девять лет. В 2020 году песня была включена в двенадцатый студийный альбом Осборна Ordinary Man, ставший первым альбомом после Scream 2010-го. Участие в записи приняли Уотт на гитаре, бас-гитарист Guns N' Roses Дафф Маккаган и барабанщик Red Hot Chili Peppers Чед Смит. В декабре 2019 года песня заняла первое место в американском Mainstream Rock chart. Музыкальное видео на эту песню, опубликованое в официальном Твиттере Осборна, было выпущено 19 декабря 2019 года. Песня была описана как «массивная», «бурная», «обжигающая» и «эпическая» пауэр-баллада журналами Music Mayhem, Billboard, Revolver и Ghost Cult соответственно.

## О песне
Осборн записал композицию «Under the Graveyard» после работы с Post Malone, Трэвисом Скоттом и гитаристом/продюсером Эндрю Уоттом над синглом «Take What You Want». Была сочинена Осборном и Уоттом вместе с автором песен Али Тампоси и барабанщиком Чедом Смитом, который также сыграл на ударных в песне. Говоря о записи, вокалист сказал: «Дафф и Чед приезжали, и мы репетировали весь день, а по вечерам я работал над песнями. Я ранее говорил Шэрон [Осборн, жена и менеджер Оззи], что должен сделать альбом, но в глубине души я думал: „У меня нет на это грёбаных сил“. Но Эндрю вытащил это из меня. Я действительно надеюсь, что люди послушают альбом и насладятся, поскольку я вкладываю в этот альбом свою душу.»
Оззи Осборну было 70 лет на момент написания песни. Недавно он столкнулся с серьёзным опасным для жизни заболеванием в 2019 году, когда  находился в реанимации по поводу тяжелого респираторного заболевания. Он также был серьёзно ранен в результате падения — основная причина смерти людей его демографической группы. Также у него диагностирована болезнь Паркинсона — неизлечимое нейродегенеративное заболевание.

## Отзывы критиков
Готовя рецензию для Loudwire, Джо Девита назвал «Under the Graveyard» «нетрадиционной песней для Оззи», утверждая, что «вновь обретённое влияние проявляется в жанровой перестановке». Он также добавил, что «залитые густой гитарой, шумные басовые линии и оттенки альт-рока затрудняют это определение. Игра фронтмена сильна и рефлексивна, она допускает прошлые ошибки, обнажая уязвимость и внутренний конфликт».

## Участники записи
- Оззи Осборн — вокал
- Эндрю Уотт[англ.] — гитара, производство
- Дафф Маккаган — бас-гитара
- Чед Смит — ударные

## Чарты
| Чарт (2019–2020)                             | Высшая позиция |
| -------------------------------------------- | -------------- |
| New Zealand Hot Singles (RMNZ)               | 29             |
| Шотландия (OCC Scotland)                     | 77             |
| США (Billboard Hot Rock & Alternative Songs) | 3              |

| Чарт (2020)                                 | Позиция |
| ------------------------------------------- | ------- |
| US Hot Rock & Alternative Songs (Billboard) | 41      |

## Сертификации
| Регион                                                                      | Сертификация | Продажи |
| --------------------------------------------------------------------------- | ------------ | ------- |
| Канада (Music Canada)                                                       | Золотой      | 40 000  |
| Данные о продажах + прослушиваниях приведены только на основе сертификации. |              |         |